# Фахед Аттал
Фахед Аттал (араб. فهد عتال; нар. 1 січня 1985, Калькілія, Палестина) — палестинський футболіст, нападник клубу «Шабаб Аль-Халіль».

## Клубна кар'єра
Вихованець клубу «Ісламі» (Калькілія). У дорослому футболі дебютував в складі цієї команди. У 2006 році залишив команду.

### Перехід до Прем'єр-ліги Йорданії
Після вдалих виступів на Кубку виклику АФК 2006 на нього звернули увагу скаути «Аль-Вахдату» й домовилися про оренду з «Аль-Джазірою». Після 8 голів, забитих у дебютному сезоні, клуб за 210 000 доларів викупив його контракт. У 2010 році він підписав річний контракт на суму 50 000 доларів й приєднався «Аль-Вахдат». Фахед відіграв важливу роль у команді, яка посіла історичне 4-е місце в чемпіонаті, але з підписанням Абдуллаха Діба Аттал вирішив шукати нову команду. Після цього Фахед підписав річний контракт з хевронським «Шабаб Аль-Халіль» з Прем'єр-ліги Західного берега річки Йордан.

## Кар'єра в збірній
Разом з Ашрафом Нуманом є найкращим бомбардиром в історії національної збірної Палестини. У 37-и матчах за збірну відзначився 14-а голами. 12 з цих голів за національну команду припали на 2006 календарний рік, завдяки цьому IFFHS помістили Аттала на 8-у позицію серед найкращих бомбардирів збірних, у цьому списку опинилися зокрема й Давід Вілья та Бастіан Швайнштайгер. Фахед також опинився у шорт-листі з 10-и гравців, які претендували на премію «Найкращий гравець року 2006» за версією АФК. Палестина мала безпрограшну серію, допоки Аттал не перестав реалізовувати свої моменти. Ця «суха» серія палестинського бомбардира тривала до програного (3:4) поєдинку Кубку виклику АФК проти Філіппін.

### Голи за збірну
Рахунок та результат збірної Палестини знаходиться на першому місці.
| #   | Дата           | Місце                                 | Суперник  | Рахунок | Результат | Змагання                |
| --- | -------------- | ------------------------------------- | --------- | ------- | --------- | ----------------------- |
| 1.  | 16 лютого 2006 | Національний стадіон Бахрейну, Манама | Бахрейн   | 2–0     | 2–0       | Товариський             |
| 2.  | 18 лютого 2006 | Національний стадіон Бахрейну, Манама | Пакистан  | 1–0     | 1–0       | Товариський             |
| 3.  | 18 лютого 2006 | Національний стадіон Бахрейну, Манама | Пакистан  | 2–0     | 2–0       | Товариський             |
| 4.  | 1 березня 2006 | ім. короля Абдулли, Амман             | Сінгапур  | 1–0     | 1–0       | кв. Кубку Азії АФК 2007 |
| 5.  | 1 квітня 2006  | Бандгабандху, Дака                    | Гуам      | 2–0     | 11–0      | Кубок виклику АФК 2006  |
| 6.  | 1 квітня 2006  | Бандгабандху, Дака                    | Гуам      | 3–0     | 11–0      | Кубок виклику АФК 2006  |
| 7.  | 1 квітня 2006  | Бандгабандху, Дака                    | Гуам      | 5–0     | 11-0      | Кубок виклику АФК 2006  |
| 8.  | 1 квітня 2006  | Бандгабандху, Дака                    | Гуам      | 6–0     | 11–0      | Кубок виклику АФК 2006  |
| 9.  | 1 квітня 2006  | Бандгабандху, Дака                    | Гуам      | 8–0     | 11–0      | Кубок виклику АФК 2006  |
| 10. | 1 квітня 2006  | Бандгабандху, Дака                    | Гуам      | 11–0    | 11–0      | Кубок виклику АФК 2006  |
| 11. | 3 квітня 2006  | Бандгабандху, Дака                    | Камбоджа  | 3–0     | 4–0       | Кубок виклику АФК 2006  |
| 12. | 5 квітня 2006  | Бандгабандху, Дака                    | Бангладеш | 1–0     | 1–1       | Кубок виклику АФК 2006  |
| 13. | 8 березня 2012 | Дасаратх Рангасала, Катманду          | Непал     | 2–0     | 2–0       | Кубок виклику АФК 2012  |
| 14. | 19 March 2012  | Дасаратх Рангасала, Катманду          | Філіппіни | 3–4     | 3–4       | Кубок виклику АФК 2012  |

## Досягнення

### Клубні
«Аль-Вахдат»
- Йорданська Про-Ліга
  -  Чемпіон (1): 2010/11

- Кубок ФА Йорданії
  -  Володар (1): 2010/11

- Щит ФА Йорданії
  -  Володар (1): 2010

- Суперкубок Йорданії
  -  Володар (1): 2011

«Шабаб Аль-Халіль»
- Суперкубок Західного берегу
  -  Володар (1): 2013

- Кубок Західного берегу
  -  Володар (1): 2013

### Індивідуальні
- Гайкращий бомбардир Кубку виклику АФК: 2006